# فيتوريو منزنغر
فيتوريو منزنغر (بالإيطالية: Vittorio Menzinger)‏ (و. 1861-ت. 1925) سياسي إيطالي. تولى حكم مستعمرة طرابلس الإيطالية لعامي (1919-1920)، وهو أول حاكم مدني يتولى هذا المنصب بعد حكام عسكريين.
تولى قبل ذلك منصب العمدة مؤقتاً في كل من بيزا (1905-1907)، ونابولي (1913-1914).[بحاجة لمصدر]